# Hitzone 5
TMF Hitzone 5 is een verzamelalbum. Het album, onderdeel van de serie Hitzone, werd op 22 januari 1999 uitgegeven door de Nederlandse muziekzender TMF. TMF Hitzone 5 belandde op de 1e plaats in de Verzamelalbum Top 30 en wist deze positie vier weken te behouden.

## Nummers
| Nr. | Titel                                           | Uitvoerend artiest      | Duur |
| --- | ----------------------------------------------- | ----------------------- | ---- |
| 1.  | Boom, Boom, Boom, Boom!!                        | Vengaboys               | 3:22 |
| 2.  | How Deep Is Your Love                           | Dru Hill                | 4:02 |
| 3.  | My Favourite Game                               | The Cardigans           | 3:37 |
| 4.  | Until the Time Is Through                       | 5ive                    | 4:09 |
| 5.  | If You Buy This Record Your Life Will Be Better | Tamperer featuring Maya | 3:29 |
| 6.  | More Days to Come                               | E-Life                  | 3:43 |
| 7.  | I'm Lonely                                      | Hollis P. Monroe        | 3:47 |
| 8.  | Every Time                                      | Janet                   | 4:16 |
| 9.  | Tragedy                                         | Steps                   | 4:30 |
| 10. | 9 PM Till I Come                                | ATB                     | 3:16 |
| 11. | Guess I Was a Fool                              | Another Level           | 3:50 |
| 12. | Viervoeters                                     | Extince                 | 4:15 |
| 13. | How Will I Know                                 | Jessica                 | 3:36 |
| 14. | Take the Long Way Home                          | Faithless               | 4:05 |
| 15. | No Regrets                                      | Robbie Williams         | 5:10 |
| 16. | Angels Crying                                   | E-Type                  | 3:49 |
| 17. | Hijo de la luna                                 | Loona                   | 4:08 |
| 18. | Love Song                                       | X-Treme                 | 3:50 |
| 19. | Hou me vast (bonustrack)                        | Volumia!                | 3:44 |